# François Naville

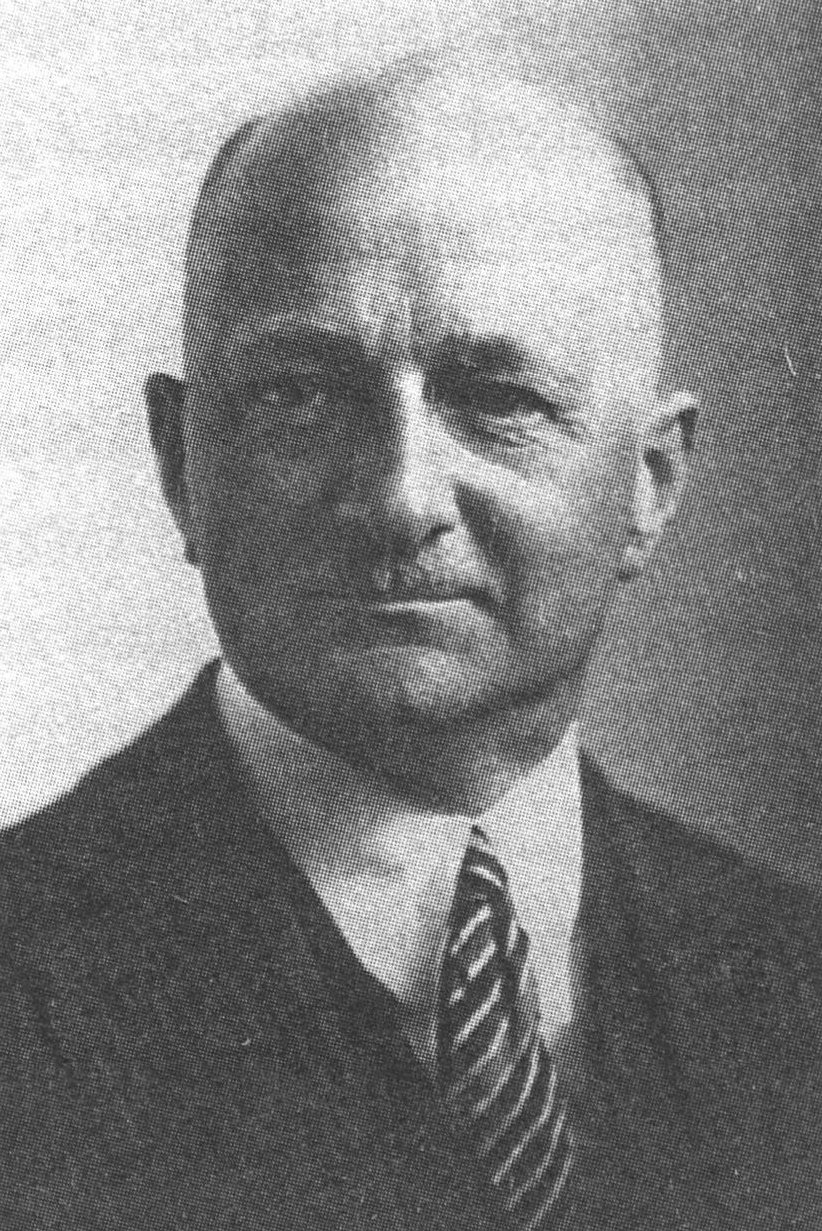
François Naville

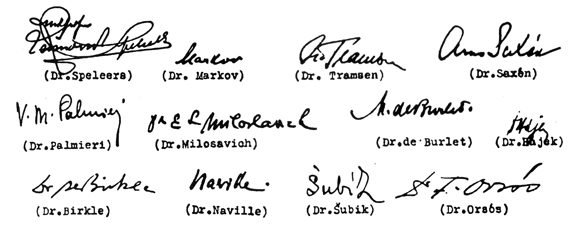
Podpis prof. Naville pod protokołem końcowym Międzynarodowej Komisji Katyńskiej, 1943 r.

François Naville (ur. 14 czerwca 1883 w Neuchâtel, zm. 3 kwietnia 1968 w Genewie) – szwajcarski profesor medycyny sądowej, jeden z dwunastu lekarzy, którzy w kwietniu 1943 r. udali się w składzie Międzynarodowej Komisji do Katynia, aby osobiście dokonać sekcji zwłok zamordowanych polskich oficerów i ustalić czas popełnienia zbrodni.

## Życiorys
François Naville urodził się w 1883 r. w Neuchâtel. Jego ojcem był Adrien Naville, matką Violette de domo Bonnard. Studiował medycynę w Paryżu i w Genewie. Studia ukończył w 1907 r. W 1910 r. uzyskał tytuł doktora medycyny, a w 1912 r. docenta neurologii. W 1928 r. został profesorem medycyny sądowej, a w 1934 dyrektorem Instytutu Medycyny Sądowej na Uniwersytecie w Genewie. W latach 1930–1932 piastował stanowisko prezesa Szwajcarskiego Towarzystwa Neurologicznego, a od 1948 do 1950 był dziekanem Wydziału Medycznego Uniwersytetu Genewskiego. Po wojnie, w związku ze swoim udziałem w pracach Komisji Międzynarodowej w Katyniu w 1943 r., stał się celem ataków inspirowanych przez komunistów. Trwały one do końca życia prof. Naville. Nigdy jednak nie uległ naciskom i nie odwołał swojego podpisu pod protokołem końcowym Komisji stwierdzającym odpowiedzialność władz ZSRR za popełniony mord.
Profesor Naville zmarł w 1968 r. w Genewie.

## Odznaczenia i upamiętnienie
W 2007 roku otrzymał pośmiertnie Krzyż Komandorski Orderu Zasługi Rzeczypospolitej Polskiej za wybitne zasługi w odkrywaniu i dokumentowaniu prawdy o zbrodni katyńskiej.
Film dokumentalny pt. Poświęcając życie prawdzie z 2014 w reżyserii Grażyny Czermińskiej dotyczy losów członków Międzynarodowej Komisji Lekarskiej z 1943, w tym w szczególności François Naville'a.